# Megara (mytologie)
Megara (latinsky Megara) je v řecké mytologii dcerou thébského krále Kreonta. Byla první manželkou hrdiny Hérakla.
Megaru provdali za Hérakla, aby mu Théby vyjádřily svou vděčnost. Stalo se totiž, že orchomenského krále Klymena těžce zranil kámen, který na něj vrhl jeden Théban. Když král na zranění zemřel, jeho syn a následník Ergínos vytáhl proti Thébám, porazil je a vynutil si potupnou daň. Po dvacet let mu museli platit daně a odevzdávat sto kusů hovězího dobytka ročně.
Hrdina Héraklés, tehdy ještě ne tak v širokém kraji proslulý, tudy táhl cestou z honu, pochytal výběrčí daní a poslal je zpět jejich pánovi. Ergínos poté musel Thébám vrátit dvojnásobek toho, co mu už vyplatily. Král Kreón Hérakla za zbavení břemene odměnil polovinou královského paláce a dal mu svou dceru Megaru za manželku.
Megara měla šťastné manželství, netrvalo to však dlouho. Měla tři syny, když mezi ně vstoupila bohyně Héra, která Hérakla odedávna pronásledovala, protože jeho otcem byl její manžel, nejvyšší bůh Zeus. V době spokojeného a šťastného života na něj seslala šílenství a Héraklés zabil své děti. Po tomto hrůzném činu musel opustit město i ženu a uchýlil se do ciziny, aby se očistil.
Když se po dlouhé době vrátil – mezitím konal dvanáct těžkých úkolů pro krále Eurysthea, našel svou manželku Megaru se svým přítelem Ioláem, který se do ní zamiloval až tak, že bez ní nemohl žít. Héraklés mu ji přenechal a vydal se do světa, aby si našel jinou manželku.